# Калинка (заказник)
Кали́нка — ландшафтний заказник місцевого значення в Україні. Об'єкт природно-заповідного фонду Житомирської області. 
Розташований на території Малинського району Житомирської області, неподалік від села Любовичі. 
Площа 55 га. Статус надано згідно з рішенням 21 сесії облради від 09.09.2009 року № 883. Перебуває у віданні ДП «Малинське ЛГ» (Любовицьке л-во, кв. 13). 
Статус надано для збереження лісового мезотрофного озера, яке оточене неширокою трясовиною — мезотрофним болотом. Озеро та болото є безтічним, що є рідкісним явищем у цій місцевості.